# Cámara Argentina de Biotecnología
La Cámara Argentina de Biotecnología (CAB) se fundó en 2011 con el objetivo de fortalecer la política de colaboración público-privada en biotecnología e impulsar su desarrollo. La CAB tiene una mirada global, que abarca desde la investigación hasta la producción, comercialización y exportación de productos biotecnológicos con valor agregado. 
Para el período 2016-2017, la Cámara es presidida por Hugo Sigman, acompañado por Víctor Trucco como vicepresidente 1º; Alberto Álvarez Saavedra, como vicepresidente 2º; Francisco Molinari, como vicepresidente 3º; y Gustavo Grobocopatel, como secretario.

## Objetivos de trabajo
La Argentina presenta numerosas ventajas comparativas en el área de la biotecnología por sus recursos naturales, humanos y científicos. En la actualidad, 120 países reciben productos exportados por compañías que pertenecen a la CAB. 
La Cámara busca potenciar el rol de liderazgo en biotecnología a nivel regional contribuyendo a la coordinación de un trabajo conjunto entre actores de diversos sectores.
Una de las principales estrategias de la CAB es la cooperación con organismos e instituciones nacionales e internacionales que apoyen proactivamente el desarrollo y fortalecimiento de la biotecnología como el Consejo Nacional de Investigaciones Científicas y Técnicas (Conicet), el Ministerio de Ciencia Tecnología e Innovación Productiva; el Ministerio de Industria, el Ministerio de Salud y el Ministerio de Relaciones Exteriores, así como la asociación con cámaras y entidades extranjeras.
Entre sus objetivos, la CAB también asumió un rol destinado a la difusión de la biotecnología -sus usos y aplicaciones y su potencial-, ante la opinión pública y los medios de comunicación.

## Múltiples áreas de la biotecnología
La CAB agrupa a empresas de primera línea de diversos rubros como:
•	Industria farmacéutica
•	Industria alimentaria
•	Sanidad animal y vegetal
•	Diagnóstico
•	Industria agropecuaria y forestal 
•	Biocombustibles

## Empresas socias
Los miembros de la CAB son líderes en sus áreas de negocios:
•	Aceitera General Deheza
•	Amega Biotech
•	Arcor
•	Bioceres
•	Biogénesis-Bagó
•	BioProfarma
•	BioSidus
•	Chemo
•	Don Mario Semillas (enlace roto disponible en Internet Archive; véase el historial, la primera versión y la última).
•	Elea
•	Gador
•	Garruchos Archivado el 17 de diciembre de 2014 en Wayback Machine.
•	Grupo Insud Archivado el 22 de octubre de 2014 en Wayback Machine.
•	Indear
•	 Kheiron
•	Ledesma
•	Molinos Río de la Plata
•	PharmADN
•	Rizobacter
•	 Sinergium Biotech
•	Vicentín
•	Wiener Labs
•       Laboratorios NOVA 

## BioArgentina
La CAB lleva a cabo un encuentro anual de biopartnering en el área de biotecnología entre el sector público y privado. Se trata de una jornada de vinculación entre investigadores, empresas de biotecnología, inversores y sector público. Y representa una oportunidad para que los investigadores presenten sus capacidades científicas, proyectos de I+D y start-ups a potenciales socios estratégicos, y permite evaluar futuras colaboraciones y oportunidades de financiamiento.
La primera reunión se realizó en noviembre del 2014 en La Rural y contó con Craig Venter, pionero en la secuenciación del genoma humano. También participaron Cristina Garmendia, exministra de Ciencia e Innovación de España, quien contribuyó a asentar las bases de una industria de la biotecnología en ese país. Y William Burnquist, mundialmente reconocido por sus contribuciones en los campos de la biotecnología y en el desarrollo de variedades de caña de azúcar. En 2015, BioArgentina se llevó a cabo en Tucumán y contó con las conferencias magistrales del Dr. Daniel Ramón Vidal de España, referente en biotecnología de alimentos y actual director científico y consejero delegado de Biopolis S.L.; el Dr. Edgardo Ferrán de Francia, especialista y líder de opinión en bioinformática, biología computacional e investigación traslacional.